# Le Bourg de Stépantchikovo et sa population
Le Bourg de Stépantchikovo et sa population (en russe : Село Степанчиково и его обитатели), aussi traduit par Stièpanchikovo et ses habitants. Mémoire d'un anonyme, est un roman de l'écrivain russe Fiodor Dostoïevski paru en 1859.

## Personnages
- Foma Fomitch Opiskine : personnage principal du roman, âgé d'une cinquantaine d'années ;
- Serge Alexandrovitch - Sérioja : le narrateur, neveu du colonel ;
- Yégor Ilyitch Rostaniev : le colonel d'une quarantaine d'années, veuf à la retraite ;
- Ilioucha : fils de Rostaniev, âgé de huit ans ;
- Sacha ou Sachenka : fille de Rostaniev, âgée quinze ans ;
- Nastassia Yevgrafobna : gouvernante des enfants ;
- Eugraphe Larionytch Yèjévikine : serf, père de Nastia ;
- La générale Krakhotkine : mère de Rostaniev ;
- Melle Pérépiélittsyna : confidente de la Générale ;
- Prascovie Ilyinitchna : sœur de Rostaniev ;
- Stièpane Alexiéitch Bakhtchéiev : ami de Rostaniev ;
- Ivan Ivanytch Mizintchikov : lointain cousin de Rostaniev, âgé de vingt-huit ans ;
- Paul Siémionytch Obnoskine : s’est invité chez Rostaniev, vingt-cinq ans ;
- Anfissa Piètrovna : mère d’Obnoskine, âgée d'une cinquantaine d'années ;
- Tatiana Ivanovna : vieille fille, âgée de trente-cinq ans ;
- Korovkine : ami de Rostaniev ;
- Gavrila Ignatyitch : valet ;
- Vidopliassov : valet.

## Résumé
Yegor Ilich Rostaniev, colonel à la retraite, est veuf avec deux enfants de huit et quinze ans. Il vit dans son petit domaine et vient de recueillir sa mère, dont le mari, le général Krakhotkine, vient de décéder.
Sa mère, insupportable et capricieuse, vit entourée d’une cour de commères acariâtres. Elle vient de s’enticher d’un parasite doté d’un amour-propre immense, Foma Fomitch Opiskine. Tout ce petit monde vit maintenant chez Rostaniev.
Le narrateur, Sergey Aleksandrovich est le neveu de Rostaniev, il s’inquiète pour son oncle, il le sait trop brave et pas de taille à lutter contre sa mère et cet Opiskine dont il n’a que de mauvais échos. Quand Rostaniev lui demande de venir rapidement à Stièpantchikovo pour une affaire importante, il accourt.
À son arrivée il est témoin de la révolte de sa cousine Sacha contre Opiskine, elle prend la défense de son père : « Je défends papa, parce que lui-même ne sait pas se défendre. »
Opiskine tyrannise Rostaniev, il l’humilie sans cesse, l’épie la nuit, il lui interdit de se remarier avec Nastassia, il veut qu’il épouse Tatiana Ivanovna, il se fait appeler Votre excellence, il régente les domestiques, il veut interdire à Serge de parler en public, il a une mission : « Je suis envoyé par Dieu même pour démasquer le monde entier dans ses ignominies », toute la maison vit selon son bon vouloir.
Paul Siémionytch Obnoskine enlève Tatiana Ivanovna pour l’épouser de force et prendre sa fortune, Rostaniev et Serge la ramènent.
Puis le dénouement, Rostaniev fait sa demande en mariage à Nastassia devant la maison réunie, Foma injurie la jeune femme, Rostaniev le chasse puis court le ramener, coup de théâtre final, Opiskine bénit l’union de Rostaniev et Nastassia.

## Épilogue
Sept années ont passé, la générale est morte, Nastassia s’est imposée comme maîtresse de maison mais le couple n’a pas eu d’enfant. Opiskine vient de mourir.

## Éditions françaises
- Carnet d'un inconnu (Stepantchikovo). Roman inédit, traduit par J.-W. Bienstock et Charles Torquet, Édition du Mercure de France, 1906, 402 pages, édition originale de la traduction française.
- Stièpantchikovo et ses habitants, traduit par Gustave Aucouturier, Bibliothèque de la pléiade, Édition Gallimard, 1969, 246 pages  (ISBN 2 07 010179 7)
- Le Bourg de Stépantchikovo et sa population, traduit par André Markowicz, collection Babel, Édition Actes Sud, Arles, 2001, 380 pages  (ISBN 2 7427 3097 4)
- Stépantchikovo et ses habitants, traduit par Henri Mongault, collection Petite Bibliothèque slave, Ginkgo éditeur, 2024, 336 pages  (ISBN 978-2-84679589-0)